# Meridià 12 a l'oest
El meridià 12 a l'oest de Greenwich és una línia de longitud que s'estén des del pol Nord travessant l'oceà Àrtic, Groenlàndia, l'oceà Atlàntic, Àfrica, l'oceà Antàrtic, i l'Antàrtida fins al pol Sud.
El meridià 12 a l'oest forma un cercle màxim amb el meridià 168 a l'est. Com tots els altres meridians, la seva longitud correspon a una semicircumferència terrestre, uns 20.003,932 km. Al nivell de l'Equador, és a una distància del meridià de Greenwich de 1.336 km.

## De Pol a Pol
Començant en el pol Nord i dirigint-se cap al pol Sud, aquest meridià travessa:
| Coordenades                             | País, territori o mar                   | Notes |
| --------------------------------------- | --------------------------------------- | --- |
| 90° 0′ N, 12° 0′ O / 90.000°N,12.000°O  | Oceà Àrtic                              | |
| 81° 37′ N, 12° 0′ O / 81.617°N,12.000°O | Groenlàndia                             | |
| 81° 18′ N, 12° 0′ O / 81.300°N,12.000°O | Oceà Atlàntic                           | |
| 28° 7′ N, 12° 0′ O / 28.117°N,12.000°O  | Marroc                                  | |
| 27° 40′ N, 12° 0′ O / 27.667°N,12.000°O | Sàhara Occidental                       | Reclamat per Marroc i la República Àrab Sahrauí Democràtica                                                                        |
| 26° 0′ N, 12° 0′ O / 26.000°N,12.000°O  | Frontera Sàhara Occidental / Mauritània | |
| 23° 27′ N, 12° 0′ O / 23.450°N,12.000°O | Mauritània                              | |
| 14° 46′ N, 12° 0′ O / 14.767°N,12.000°O | Mali                                    | |
| 14° 12′ N, 12° 0′ O / 14.200°N,12.000°O | Senegal                                 | Per uns 13km |
| 14° 4′ N, 12° 0′ O / 14.067°N,12.000°O  | Mali                                    | Per uns 11km |
| 13° 58′ N, 12° 0′ O / 13.967°N,12.000°O | Senegal                                 | |
| 13° 46′ N, 12° 0′ O / 13.767°N,12.000°O | Mali                                    | |
| 13° 34′ N, 12° 0′ O / 13.567°N,12.000°O | Senegal                                 | |
| 12° 24′ N, 12° 0′ O / 12.400°N,12.000°O | Guinea                                  | |
| 9° 54′ N, 12° 0′ O / 9.900°N,12.000°O   | Sierra Leone                            | |
| 7° 12′ N, 12° 0′ O / 7.200°N,12.000°O   | Oceà Atlàntic                           | Passa a l'est de l'illa de Tristan da Cunha, Santa Helena, Ascensió i Tristan da Cunha (a 37° 7′ S, 12° 13′ O / 37.117°S,12.217°O) |
| 60° 0′ S, 12° 0′ O / 60.000°S,12.000°O  | Oceà Antàrtic                           | |
| 71° 18′ S, 12° 0′ O / 71.300°S,12.000°O | Antàrtida                               | Terra de la Reina Maud — reclamada per Noruega                                                                                     |